# 斑入り

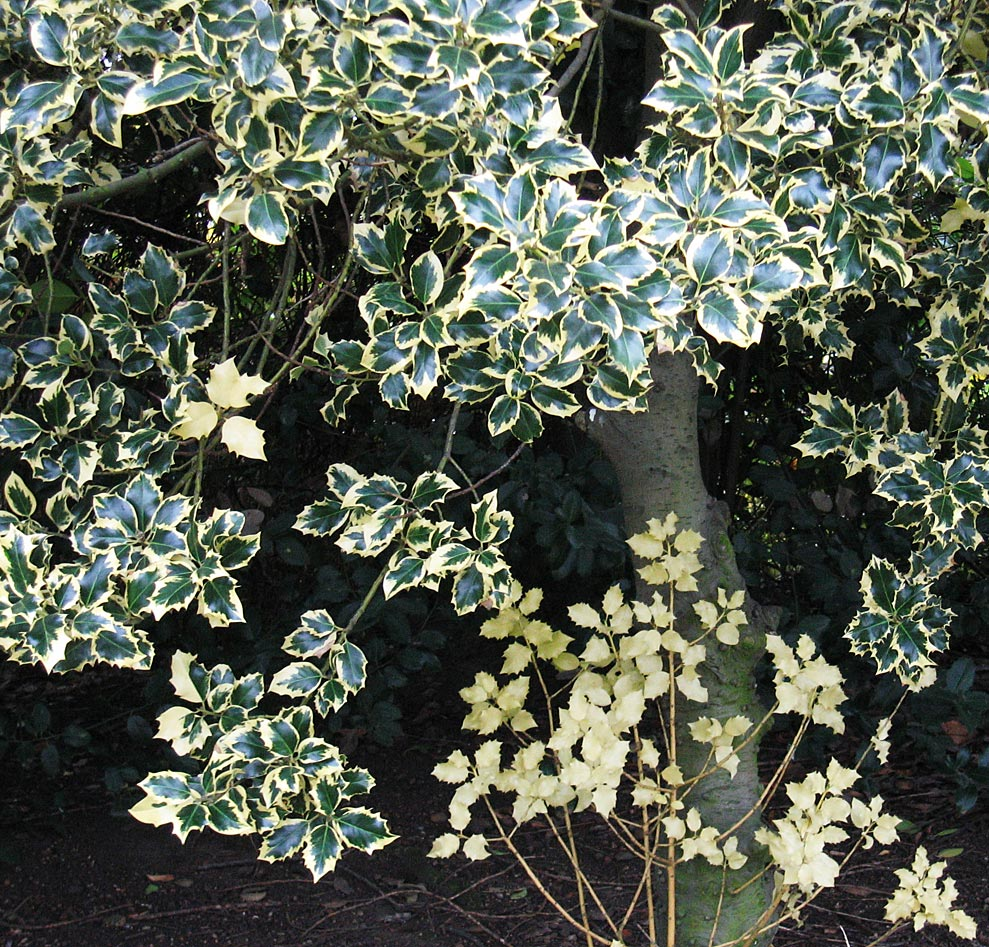
斑入りのヒイラギ

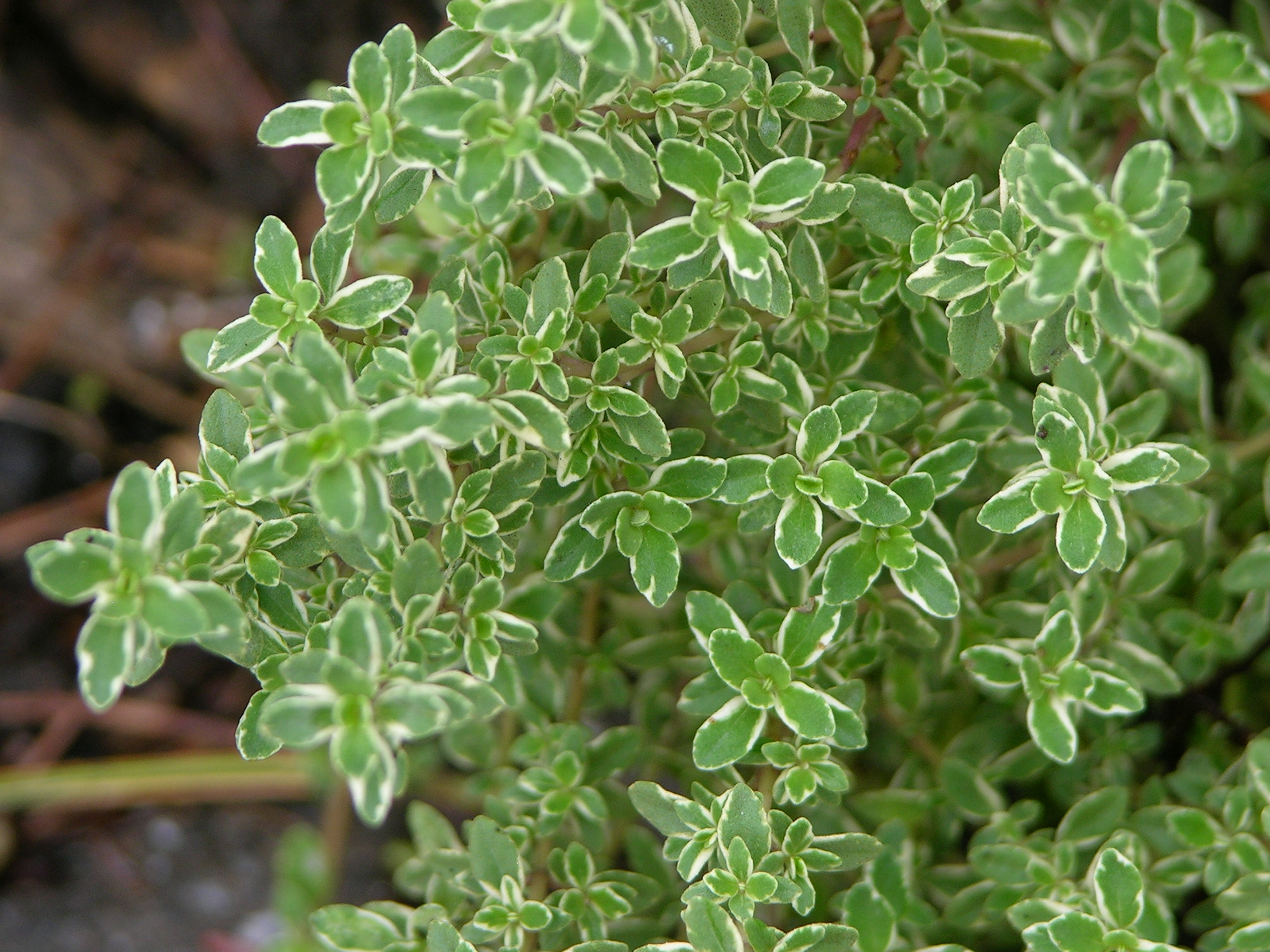
斑入りのレモンタイム (Thymus citriodorus)

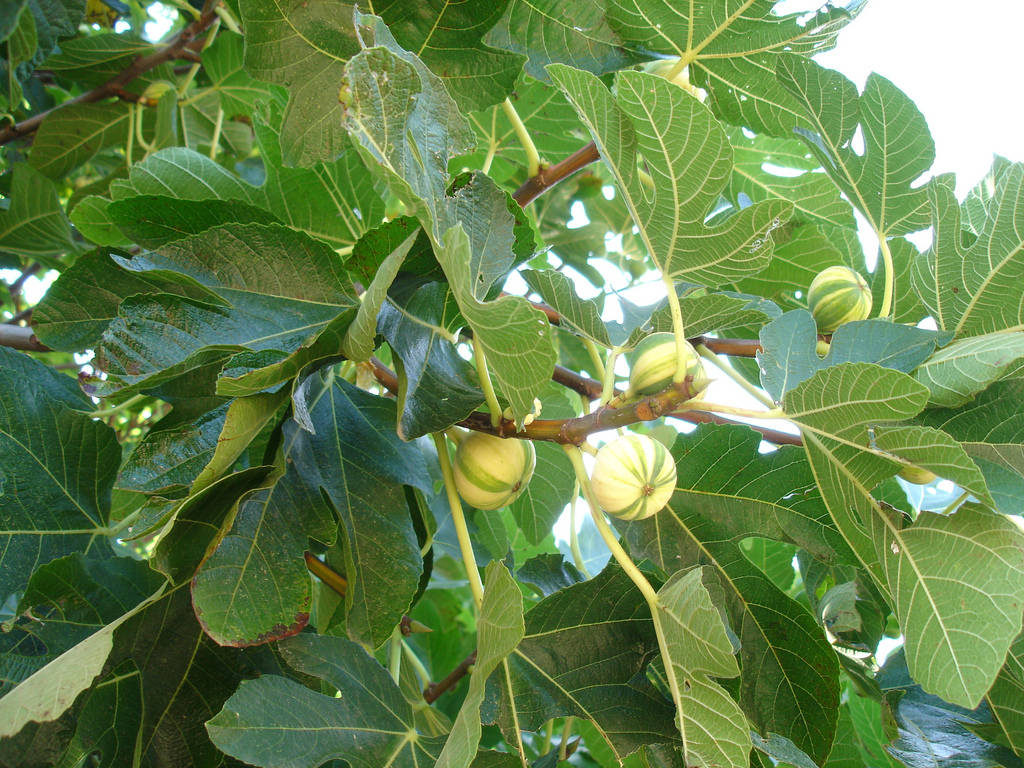
Ficus carica (cultivar Panascè)

斑入り（ふいり）とは、植物においてもともと単色で構成される組織が、本来持っているべき色、つまり緑色の葉の一部が白や黄色あるいは赤の模様になることを指すことが多い。この白や黄色あるいは赤の模様を斑(ふ)という。外的または遺伝的要因によって多色になってしまう場合をいう。多くは葉に見られる。一般に病気や害虫、あるいは気温や土壌の影響などの一時的な現象とは区別される。ウイルス病により生じることも多いが、シマイネなど品種として重宝されるものもある。
その植物種の特徴としてすべての枝葉に現れる場合や、突然変異として出現する場合もある。狭い意味では後者のみを斑入りという。

## 生物学的立場
多くはクロロフィルが部分的に欠乏して生じるが、表皮細胞と内部の細胞の間に空気の層ができてしまうことから生じることもある。元もとその植物の持つ斑紋としてある場合には、後者の例が多い。
なお、覆輪は細胞内の葉緑体の性質であるから、核遺伝子に必ずしも依存しない。そのため、遺伝に際しては細胞質遺伝の形を取る。
サンセベリアは葉挿し繁殖で斑が消えることが多い。つまり、斑の性質によって種子・株分け・挿し木などの繁殖方法を使い分ける必要がある。

## 園芸的立場
模様の形状からは覆輪、掃込、切斑、虎斑、条斑などが区別される。覆輪は縁が、掃込はハケで掃ったように、切斑は中央の葉脈を隔てて半分が、虎斑は中央の葉脈に対して直角に交わる帯状に、条斑は平行脈に対して平行にそれぞれ変色する。
すべての葉や枝が白くなる場合もある。これは斑入りの極端なものであるが、その場合には光合成ができないので、普通は栽培が不可能である。しかし、一部の枝だけにそれが現れた場合や、健康な枝に接ぎ木をすれば栽培できることもある。たとえば、サボテンのヒボタン（緋牡丹、学名：Gymnocalycium mihanovichii var. friedrichii 'Hibotan'）などがある。
なお、日本の古典園芸植物方面では柄物と称してこのような葉変わりを特に重視するため、それらを表現する語彙も多い。具体的には万年青などを参照。特に変わった点として、色が濃くなった部分が生じた場合も斑入りとする例がある。たとえば、葉の縁にそって色が黒っぽく出る場合を紺覆輪（こんぷくりん）という。

## 斑入りの植物の性質
一般に、斑入りの植物は、斑入りの部分だけ光合成に使える葉面積が少なく、その分光合成量が低い。そのため斑無しのものに比べて耐陰性に劣る。また、逆に強光下では葉焼けしやすい傾向がある。
オリヅルランなどの植物では、斑の部分に施肥による栄養状態が現れるので、その色の変化が施肥の目安となる場合がある。